# Galiot
 Ovo je glavno značenje pojma Galiot. Za veslača na galiji pogledajte galiot (osoba).
Galiot je vrsta broda koja je bila u uporabi u Doba jedrenjaka.
Na Mediteranu galioti su bili vrsta manjih galija obično s jednim ili dva jarbola i oko dvadeset vesala, a za pogon su koristili i jedra i vesla. Ratni brodovi ove vrste tipično su imali između dva i deset topova manjeg kalibra te posadu od 50 do 150 ljudi.
U Nizozemskoj Republici galioti su od 17. stoljeća imali jedan ili dva jarbola sa zaobljenim pramcem i krmom poput flaute. Težili su između 50 i 300 tona, te su imali bočne stabilizatore. Koristili su se uglavnom za trgovinu unutar Republike i s Njemačkom.
U Francuskoj su galioti bili dvojarbolne bombarde veličine korvete.
Prema djelu Age of Piracy Philipa Gossea, barbarski galiot pod kapetanom Barbarossom I. zarobio je dva papinska plovila 1504. godine.